# Regolamento Internazionale dei Veicoli
 (janvier 2022).
Si vous disposez d'ouvrages ou d'articles de référence ou si vous connaissez des sites web de qualité traitant du thème abordé ici, merci de compléter l'article en donnant les références utiles à sa vérifiabilité et en les liant à la section « Notes et références ».
Regolamento Internazionale dei Veicoli (RIV), en français Réglementation Internationale des Wagons, est un règlement international, concernant les échanges de wagons, il est issu d'un accord européen de 1922.
Il est remplacé en 2006 par le Contrat uniforme d'utilisation des wagons ou CUU (en anglais General Contract of Use for wagons).

## Histoire
Le RIV est un règlement pour l'emploi réciproque des wagons en trafic international, il est issu d'un accord entre pays européens de 1922. Cet accord a été remplacé le 1er juillet 2006 par le Contrat uniforme d'utilisation des wagons.
Cet accord est remplacé le 1er juillet 2006 par le « Contrat uniforme d'utilisation des wagons » (CUU ou GCU pour General Contract of Use for wagons). Néanmoins, le sigle RIV continue à être apposé sur les wagons d'utilisation internationale. Seuls les règlements de l'annexe 2 sur le chargement restent en vigueur. Le reste a été remplacé par le CUU.

## Spécifications techniques du RIV
Le RIV définissait les spécifications techniques auxquelles les wagons devaient satisfaire pour assurer un service international. Les wagons qui se conformaient à ces spécifications – comme ceux qui aujourd'hui se conforment au CUU – se voient appliquer une inscription RIC et peuvent être utilisés en service international sans autorisation particulière.
Il est possible de déterminer à partir du numéro UIC d'un wagon s'il est agréé RIV ou non. Dans ce cas, le premier chiffre va de 0 à 3 :
- 01-02 wagons RIV-Europ à 2 ou 3 essieux, appartenant à la compagnie de chemin de fer ;
- 03-04 wagons RIV-Europ à 2 ou 3 essieux, privés ;
- 05-06 wagons RIV-Europ à 2 ou 3 essieux, loués ;
- 11-12 wagons RIV-Europ à bogies, appartenant à la compagnie de chemin de fer ;
- 13-14 wagons RIV-Europ à bogies, privés ;
- 15-16 wagons RIV-Europ à bogies, loués ;
- 21-22 wagons RIV à 2 ou 3 essieux, appartenant à la compagnie de chemin de fer ;
- 23-24 wagons RIV à 2 ou 3 essieux, privés ;
- 25-26 wagons RIV à 2 ou 3 essieux, loués ;
- 31-32 wagons RIV à bogies, appartenant à la compagnie de chemin de fer ;
- 33-34 wagons RIV à bogies, privés ;
- 35-36 wagons RIV à bogies, loués.

Un wagon peut être utilisé en service international :
1. S'il relève du CUU ;
2. S'il fait l'objet d'un contrat d'utilisation spécifique ;
3. Dans le cadre d'un transport exceptionnel.